# António José da Cruz
António José da Cruz foi um clérigo português, de família que se enobreceu no século XVIII. Em 1767, no reinado de D. José I, era o Intendente das obras de reedificação da Basílica de Santa Maria, atual Sé de Lisboa, que havia sido destruída pelo terramoto de 1755. Foi igualmente feito cónego desta mesma Basílica.

## Família
Filho de João Francisco da Cruz e de sua mulher Joana Maria de Sousa e irmão de José Francisco da Cruz Alagoa, Joaquim Inácio da Cruz Sobral e Anselmo José da Cruz Sobral.

## Biografia
Seguiu a vida eclesiástica, entrando como Padre Congregado na Congregação de São Filipe Néri protegido pelo Padre Domingos Pereira da mesma Congregação. Foi empregado em Procurador-Geral da Ordem e conseguiu que o Padre Martinho de Barros, Confessor do Rei D. João V de Portugal, alcançasse para seu pai o ofício de Escrivão do Terreiro Público (que dizem nem sabia ler). Vendo que melhor poderia proteger seus irmãos saindo da Congregação, o fez depois do Terramoto de 1755, quando despiu o Hábito e alcançou o valimento de Sebastião José de Carvalho e Melo, Secretário de Estado, e de seus irmãos, foi nomeado Cónego da Santa Basílica de Santa Maria e, vendo que não poderia desempenhar este lugar, aceitou só a dignidade e nada quis da Côngrua, tendo sido todavia encarregado pelo Rei D. José I de Portugal da reedificação da mesma Basílica arruinada pelo Terramoto.
O padre António José da Cruz conjuntamente com o Padre Domingos na altura valido do Rei D. José e muito familiar do Paço, terão contribuído para a ascensão política de Sebastião José de Carvalho e Melo, visita assídua do Convento de São Filipe de Nery, onde ambos professavam. Em breve este seria nomeado Ministro do Reino. A amizade que o futuro Marquês de Pombal nutria pelo padre António José da Cruz proporcionou a este grande preponderância no reino, a qual soube utilizar em favor da sua família.